# اوانز ۳۰۳۲
سیارک ۳۰۳۲ (به انگلیسی: 3032 Evans، نامگذاری:1984CA1) سه هزار و سی و دومین سیارک کشف شده‌است که در ۸ فوریه ۱۹۸۴ کشف شد.
قدر مطلق سیارک برابر ۱۱٫۴۰ است.